# Podnikatel roku
Podnikatel roku je soutěž pořádaná od roku 1986 ve Spojených státech a od roku 2000 i v České republice. Soutěž je pořádána společností Ernst & Young a každý rok jsou vyhlašovány různé kategorie včetně regionálních.

## Historie

### Podnikatel roku 2023
- Podnikatel roku – Sotirios Zavalianis, Akeso holding
- Technologický podnikatel roku – Jindřich Houžvička, Crytur
- Sociálně prospěšný podnikatel roku – Ondřej Širočka, REkrabička REkelímek
- Začínající podnikatel roku – Aleš Novotný, Elisdesign

- hlavní město Praha – Ladislav Semetkovský, Primoco UAV
- Ústecký kraj – František Zykan, Area Four Industries
- Moravskoslezský kraj – Jan Hasík, HSF System
- Pardubický kraj – Martina Šmídlová, Šmídl Holdingová společnost
- Olomoucký kraj – Ladislav, Jiří a Ladislav Brázdilovi, BG7 Global
- Královéhradecký kraj – Libor Burian, MATRIX
- Kraj Vysočina – Jiří Štefl, OPTOKON
- Jihomoravský kraj – Karel Masařík, Codasip

### Podnikatel roku 2022
Regionální kola
- hlavní město Praha – Jakub Havrlant, Rockaway Capital
- Středočeský kraj – Pavel Louda, LOUDA holding a.s.
- Jihomoravský kraj – Petr Palas, Kentico software s.r.o.
- Olomoucký kraj – Gerald Rausnitz, Meopta Group
- Pardubický kraj – Pavel Hrstka, CityZen
- Plzeňský kraj - Marcel Klaus, KLAUS Timber a.s.
- Kraj Vysočina – Simona a Tomáš Vojtěchovi, Flexipal a.s.
- Královéhradecký kraj – Serafin Campestrini, SECA Borohrádek
- Jihočeský kraj – Josef Bukovský, Pekárna Srnín s.r.o.
- Zlínský kraj – Tomáš Dudák, SPUR a.s.

### Podnikatel roku 2021

#### Regionální kola
- hlavní město Praha – Tomáš Čupr, Rohlik Group
- Středočeský kraj – Václav Navrátil a Martin Dienstbier, DIANA Biotechnologies, s.r.o.
- Jihomoravský kraj – Martin Cígler, Solitea, a. s.
- Moravskoslezský kraj – Karel Kadlec, CarTec Group a.s.
- Olomoucký kraj – Jiří Nesvadbík a Ladislav Vrána, ŽALUZIE NEVA s.r.o.
- Pardubický kraj – Pavel Hrstka, CityZen s.r.o.
- Zlínský kraj – Daniel Večeřa a Petr Res, HP TRONIC

### Podnikatel roku 2020
- Světový podnikatel roku 2020 – Kiran Mazumdar-Shaw, Biocon Limited, Indie
- Podnikatel roku 2020 – Josef Průša, Prusa Research
- Technologický podnikatel roku 2020 – Lubomír a Juraj Šabatkovi, IDEA StatiCa
- Začínající podnikatel roku 2020 – Dominik, Jan a Václav Herkovi, Wuders
- Sociálně prospěšný podnikatel roku 2020 – Tomáš Šebek a Rudolf Ringelhán, uLékaře.cz

#### Regionální kola
- hlavní město Praha – Josef Průša, Prusa Research a.s.
- Jihomoravský kraj – Lubomír a Juraj Šabatkovi, IDEA StatiCa s.r.o.
- Liberecký kraj – Jan Vokurka, Kitl s.r.o.
- Moravskoslezský kraj – Jaroslav Drahoš, FINIDR, s.r.o.
- Olomoucký kraj – Oldřich Svoboda, MONTIX, a.s.
- Pardubický kraj – Vladimír Finsterle, Pears Health Cyber, s.r.o.
- Plzeňský kraj – Jaroslav Follprecht a Roman Žák, AIMTEC a.s.
- Ústecký kraj – Martin Hausenblas, MALFINI, a.s.
- Zlínský kraj – David Karásek, mmcité 1 a.s.

### Podnikatel roku 2019
- Světový podnikatel roku 2019 – Brad Keywell, Uptake Technologies, Inc, USA
- Podnikatel roku 2019 – Oliver Dlouhý, Kiwi.com
- Technologický podnikatel roku 2019 – Michal Tresner, ThreatMark
- Začínající podnikatel roku 2019 – Václav Staněk, Vasky Trade
- Sociálně prospěšný podnikatel roku 2019 – Mons. Josef Suchár a Antonín Nekvinda, Sdružení Neratov

#### Regionální kola
- hlavní město Praha – Petr Němec, Jan Fidler, SEBRE Holding a.s.
- Středočeský kraj – Vít Kutnar, DEK a.s.
- Jihomoravský kraj – Oliver Dlouhý, Kiwi.com s.r.o
- Karlovarský kraj – Alessandro Pasquale, Mattoni 1873 a.s.
- Kraj Vysočina – Tomáš Vránek, ICE Industrial Services a.s.
- Královéhradecký kraj – Josef Hronovský, HRONOVSKÝ s.r.o.
- Olomoucký kraj – Petra Pohořská, ABO valve, s.r.o.
- Plzeňský kraj – Jiří Soukup, KERAMIKA SOUKUP a.s.
- Ústecký kraj – Vlastimil Sedláček, SEKO Aerospace, a.s.
- Zlínský kraj – Antonín Machala, ALTECH, spol. s r.o.

### Podnikatel roku 2018
- Světový podnikatel roku 2018 – Rubens Menin, MRV Engenharia e Participações, Brazílie
- Podnikatel roku 2018 – Radka Prokopová a František Fabičovic, Alca plast
- Technologický podnikatel roku 2018 – Karel Mareček, BD Sensors
- Začínající podnikatel roku 2018 – Petr Procházka, Skinners Technologies
- Sociálně prospěšný podnikatel roku 2018 – Jakub Knězů, Etincelle

#### Regionální kola
- hlavní město Praha – Dariusz Jakubowicz, BARVY A LAKY HOSTIVAŘ, a.s.
- Středočeský kraj – Sotirios Zavalianis, AKESO holding a.s.
- Jihomoravský kraj – František Fabičovic, Radka Prokopová, Alca plast, s.r.o.
- Moravskoslezský kraj – Pavel Mohelník, FERRIT s. r. o.
- Olomoucký kraj – Roberto, Piercristiano a Gian Battista Brazzale, Brazzale Moravia a.s.
- Zlínský kraj – Čestmír Vančura, Kovárna VIVA a.s.

### Podnikatel roku 2017
- Světový Podnikatel roku 2017 – Murad Al-Katib, AGT Food and Ingredients, Kanada
- Podnikatel roku 2017 – Lubomír Stoklásek, Agrostroj Pelhřimov
- Technologický podnikatel roku 2017 – Jaromír a Jan Hvížďalovi, JHV – Engineering
- Začínající podnikatel roku 2017 – Oliver Dlouhý, Kiwi.com
- Sociálně prospěšný podnikatel roku 2017 – Vít Ježek, Rekola Bikesharing

### Podnikatel roku 2016
- Světový Podnikatel roku 2016 – Manny Stul, Moose Enterprise, Austrálie
- Podnikatel roku 2016 – Petr Chmela, Tescoma
- Technologický podnikatel roku 2016 – Martin Trtílek, Photon Systems Instruments
- Začínající podnikatel roku 2016 – Josef Průša, Prusa Research
- Sociálně prospěšný podnikatel roku 2016 – Tomáš Masopust a Gabriela Štěpánková, Portus Praha

### Podnikatel roku 2015
- Světový Podnikatel roku 2015 – Mohed Altrad, Groupe Altrad, Francie
- Podnikatel roku 2015 – Zdeněk Pelc, GZ Media
- Technologický podnikatel roku 2015 – Viktor Růžička, BioVendor
- Začínající podnikatel roku 2015 – Martin Wallner a Tomáš Huber, Mixit
- Sociálně prospěšný podnikatel roku 2015 – Markéta Královcová, Klíček

Regionální kola
- hlavní město Praha – Jiřina Nepalová, RENOMIA, a.s.
- Středočeský kraj – Zdeněk Pelc, GZ Media
- Jihomoravský kraj – Viktor Růžička, BioVendor – Laboratorní medicína a.s.
- Kraj Vysočina – Rudolf Penn, Moravské kovárny, a.s.
- Liberecký kraj – Luboš Novák, Mega a.s.
- Moravskoslezský kraj – Rudolf Gregořica, Lanex, a.s.
- Olomoucký kraj – Petr Gross, Petr Gross s.r.o.
- Zlínský kraj – Michele Taiariol, TAJMAC-ZPS, a.s.

### Podnikatel roku 2014
- Světový Podnikatel roku 2014 – Uday Kotak, Kotak Mahindra Bank, Indie
- Podnikatel roku 2014 – Vlastislav Bříza, Koh-i-noor holding
- Technologický podnikatel roku 2014 – Vladimír Velebný, Contipro holding
- Začínající podnikatel roku 2014 – Petr Mahdalíček, Simplity
- Sociálně prospěšný podnikatel roku 2014 – Tereza Jurečková, Pragulic

Regionální kola
- hlavní město Praha – Jaroslav Horák, Albatros Media
- Středočeský kraj – Martin Vohánka, W.A.G. payment solutions
- Jihočeský kraj – Vlastislav Bříza, Koh-i-noor holding
- Jihomoravský kraj – Jindřich Životský, OKAY Holding
- Kraj Vysočina – Stanislav Bernard, rodinný pivovar BERNARD
- Moravskoslezský kraj – Gevorg Avetisjan, Marlenka International
- Olomoucký kraj – David Dostál, PAPCEL
- Pardubický kraj – Vladimír Velebný, Contipro holding
- Zlínský kraj – Pavel Stodůlka – Gemini oční klinika

### Podnikatel roku 2013
- Světový Podnikatel roku 2013 – Hamdi Ulukaya, Chobani, Spojené státy americké
- Podnikatel roku 2013 – Jiří Hlavatý, Juta
- Technologický podnikatel roku 2013 – František a Robert Kudelovi, Chropyňské strojírny
- Začínající podnikatel roku 2013 – Veronika Mouchová a Filip Říha, YesFresh
- Sociálně prospěšný podnikatel roku 2013 – Jan Školník, Agentura pro rozvoj Broumovska

Regionální kola
- hlavní město Praha a Středočeský kraj – Jaroslava Valová, SIKO koupelny
- Jihomoravský kraj – Libor Bittner, Bioveta
- Královéhradecký kraj – Jiří Hlavatý, Juta
- Moravskoslezský kraj – Gevorg Avetisjan, Marlenka International
- Olomoucký kraj – Cyril Svozil, FENIX Trading
- Zlínský kraj –  František a Robert Kudelovi, Chropyňské strojírny

### Podnikatel roku 2012
- Světový Podnikatel roku 2012 – James Mwangi, Kenya's Equity Bank Chobani, Keňa
- Podnikatel roku 2012 – František Piškanin, HOPI
- Technologický podnikatel roku 2012 – Karel Volenec, ELLA – CS
- Sociálně prospěšný podnikatel roku 2012 – Robert Schönfeld, International School of Music and Fine Arts

Regionální kola
- hlavní město Praha a Středočeský kraj – Zdeněk Pelc, GZ Digital Media
- Jihomoravský kraj – Pavel Sobotka, Frentech Aerospace
- Královéhradecký kraj – Josef Novák, VEBA, textilní závody
- Moravskoslezský kraj – Mieczyslaw Molenda, GASCONTROL
- Olomoucký kraj – Josef Žáček, Česko-slezská výrobní
- Plzeňský kraj – Zdeněk Blažek, Replast Holding

### Podnikatel roku 2011
- Světový Podnikatel roku 2011 – Olivia Lum, Hyflux, Singapur
- Podnikatel roku 2011 – Jannis Samaras, Kofola
- Technologický podnikatel roku 2011 – Jaroslav Klíma, Tescan Orsay Holding
- Začínající podnikatel roku 2011 – Marek Potysz, Moje Ambulance
- Sociálně prospěšný podnikatel roku 2011 – Dolores Czudková, Ergon – chráněná dílna

Regionální kola
- hlavní město Praha a Středočeský kraj – Pavel Bouška, VAFO Praha
- Jihomoravský kraj – Jaroslav Klíma, Tescan Orsay Holding
- Liberecký kraj – Jaroslav Zeman, DETOA Albrechtice
- Moravskoslezský kraj – Jannis Samaras, Kofola
- Olomoucký kraj – Jiří Mencl, SEV Litovel
- Pardubický kraj – Miloslav Pavlas, KOVOLIS Hedvikov
- Ústecký kraj – Martin Hausenblas, ADLER Czech

### Podnikatel roku 2010
- Světový Podnikatel roku 2010 – Michael Spencer, ICAP, Velká Británie
- Podnikatel roku 2010 – Mariusz, Adam a Valdemar Walachové, WALMARK
- Technologický podnikatel roku 2010 – Václav Muchna, Y Soft Corporation
- Sociálně prospěšný podnikatel roku 2010 – Pavel Křížek, Ochrana fauny ČR

### Podnikatel roku 2009
- Světový Podnikatel roku 2009 – Cho Tak Wong, Fuyao Glass Industry, Čína
- Podnikatel roku 2009 České republiky – Eduard Kučera, AVAST Software[2]
- Technologický podnikatel roku 2009 – Eduard Kučera, Avast Software
- Začínající podnikatel roku 2009 – Jan Zeman, Biopekárna Zemanka
- Sociálně prospěšný podnikatel roku 2009 – Emilie Smrčková, Pod Křídly

#### Regionální kola
- Středočeský kraj a Praha – Eduard Kučera, Avast Software
- Jihomoravský kraj – Jaroslav Klíma, TESCAN
- Olomoucký kraj – Jozef Pavlík, HOPAX
- Pardubický kraj – Martin Rozhoň, Vivantis
- Moravskoslezský kraj – Pavel Bartoš, FITE

### Podnikatel roku 2008
- Světový Podnikatel roku 2008 – Jean-Paul Clozel, Actelion Pharmaceuticals, Švýcarsko
- Podnikatel roku 2008 České republiky – Vladimír Kovář, Unicorn
- Technologický podnikatel roku 2008 – Vlastimil Sedláček, SEKO EDM
- Začínající podnikatel roku 2008 – Linda Vavříková, Firma na zážitky
- Zvláštní cena poroty – Karel Zejda, KAZETO
- Sociálně prospěšný podnikatel roku 2008 – Drahoslava Kabátová, Letohrádek Vendula

#### Regionální kola
- Střední Čechy – Vladimír Kovář, Unicorn
- Královéhradecký kraj – Karel Žďárský, Farmet
- Plzeňský kraj – Jan Oulický, ASAVET
- Jihomoravský kraj – Karel Sázavský, TENZA
- Olomoucký kraj – Libor Suchánek, SULKO
- Pardubický kraj – Petr Lorenc, H. R. G.
- Kraj Vysočina – Roman Stryk, ROSS Holding
- Moravskoslezský kraj – Milan Canibal, Karvinská hornická nemocnice

### Podnikatel roku 2007
- Světový Podnikatel roku 2007 – Guy Laliberté, Cirque du Soleil, Kanada
- Podnikatel roku 2007 České republiky – Tomáš Březina, BEST
- Technologický podnikatel roku 2007 – Josef Suska, HOKAMI CZ
- Začínající podnikatel roku 2007 – Tomáš Rychtar, ROLOFOL
- Zvláštní cena poroty – Zdeněk Černý, BIOMAC Ing. Černý
- Sociálně prospěšný podnikatel roku 2007 – Jozef Baláž, LIGA Bruntál

#### Regionální kola
- Středočeský kraj – Jan Mičánek, LESS
- Praha – Ondřej Fryc, Internet Mall
- Plzeňský kraj – Tomáš Březina, BEST
- Jihomoravský kraj – Jiří Fusek, Pivovar Černá Hora
- Olomoucký kraj – Zdeněk Černý, BIOMAC Ing. Černý
- Pardubický kraj – Martin Samek, Pacific Direct
- Kraj Vysočina – Josef Jeleček, TEDOM
- Moravskoslezský kraj – Tadeáš Franek, REFRASIL

### Podnikatel roku 2006
- Světový Podnikatel roku 2006 – Bill Lynch, Imperial Holdings, Jižní Afrika
- Podnikatel roku 2006 České republiky – Pavel Juříček, BRANO GROUP
- Technologický podnikatel roku 2006 – Jan Červinka, ADASTRA
- Začínající podnikatel roku 2006 – Václav Muchna, Y Soft
- Zvláštní cena poroty – Bořivoj Kasal, Kasalova pila
- Sociálně prospěšný podnikatel roku 2006 – Vojtěch Sedláček, AGENTURA PRO VÁS

#### Regionální kola
- Středočeský kraj – Roman Sviták, Grada Publishing
- Plzeňský kraj – Jan Kout a Zdeněk Maštálka, PEKASS
- Jihomoravský kraj – Jiří Kaláb, KALÁB-stavební firma
- Olomoucký kraj – Miroslav Študent, SIWATEC
- Pardubický kraj – Tomáš Brýdl a Filip Brýdl, STORY DESIGN
- Kraj Vysočina – Jindřich Procházka, SAPELI
- Moravskoslezský kraj – Pavel Juříček, BRANO GROUP

### Podnikatel roku 2005
- Světový Podnikatel roku 2005 – Wayne Huizenga, Huizenga Holdings, Spojené státy americké
- Podnikatel roku 2005 – Radim Jančura, STUDENT AGENCY
- Technologický podnikatel roku – Radim Králík, GRAPO
- Začínající podnikatel roku – Jan Řežáb, REDBOSS
- Speciální ocenění poroty – Jana Procházková, GLOBAL EXPRESS GROUP

#### Regionální kola
- Středočeský kraj – Ivo Lukačovič, Seznam.cz
- Plzeňský kraj – Vladimír Zábranský, První chodská stavební společnost
- Jihomoravský kraj – Radim Jančura, Student Agency
- Moravskoslezský kraj – Ladislav Kraus, BOCHEMIE

### Podnikatel roku 2004
- Světový Podnikatel roku 2004 – Tony Tan Caktiong, Jolibee Foods Corporation, Filipíny
- Podnikatel roku 2004 – Miroslav Řihák, ANECT
- Technologický podnikatel – Jiří Konečný, ELKO EP

### Podnikatel roku 2003
- Světový Podnikatel roku 2003 – Narayana Murthy, Infosys Technologies, Indie
- Podnikatel roku 2003 – Zbyněk Frolík, LINET

### Podnikatel roku 2002
- Světový Podnikatel roku 2002 – Stefan Vilsmeier, BrainLAB, Německo
- Podnikatel roku 2002 – Kvido Štěpánek, Isolit-Bravo
- Zasloužilý podnikatel v odvětví florbal – Miloslav Slávik

### Podnikatel roku 2001
- Světový Podnikatel roku 2001 – Paolo della Porta, Saes Getters, Itálie
- Podnikatel roku 2001 – Zdeněk Jandejsek, RABBIT Trhový Štěpánov

### Podnikatel roku 2000
- Podnikatel roku 2000 – Kateřina Forstingerová, Moravia IT